# Camponotus conradti
Camponotus conradti é uma espécie de inseto do gênero Camponotus, pertencente à família Formicidae.